# NK Travnik
NK Travnik je bosanskohercegovački nogometni klub iz grada Travnika u središnjoj Bosni. Svoje domaće utakmice igra na stadionu Pirota s kapacitetom od 4000 mjesta. Trenutačno se natječe u Drugoj ligi FBiH – Zapad.

## Povijest
Klub je osnovan 1922. godine. 
Klupska boja 1932. bila je plava.
Najveći uspjeh NK Travnik je peto mjesto u Premijer ligi ostvaren u sezoni 2004./05. što je značilo plasman u Intertoto kup. Ipak, Travnik nije dobio licencu za odigravanje međunarodnih utakmica te do prvog europskog nastupa nije došlo.
Travnik je u sezonama 2002./03. i 2006./07. osvajao Prvu ligu FBiH. Od sezone 2007./08. do 2015./16. natjecali su se u najvišem rangu natjecanja. U sezoni 2015./16. zauzeli su 13. mjesto i ispali iz Premijer lige. U sezoni 2017./18. ispadaju i iz Prve lige FBiH. U sezoni 2018./19. osvajaju Drugu ligu FBiH – Zapad i ostvaruju plasman u Prvu ligu. U sezoni 2022./23. ponovno ispadaju u treći rang natjecanja. Već sljedeće sezone se vraćaju u Prvu ligu FBiH.